# François Villard
Pour les articles homonymes, voir Villard.
François Villard, né le 26 décembre 1924 à Paris 14e où il est mort le 10 juin 2013, est un archéologue français.

## Biographie
Membre de l’École française de Rome (1947-1949), maître de recherche au CNRS, maître de conférences à la Faculté des Lettres d’Alger, professeur à l’Université de Rennes 2 et, à partir de 1967, à l’Université Paris X Nanterre, François Villard est Conservateur en chef du département des Antiquités grecques, étrusques et romaines du musée du Louvre entre 1976 et 1983. Il prend sa retraite en 1994.
Dès 1949, il dirige les fouilles de Mégara Hyblaea en Sicile, où le rejoint Georges Vallet et, avec Jean Charbonneaux et Roland Martin, établit la synthèse la plus accomplie sur l’art grec, dans la collection l’Univers des Formes chez Gallimard.
François Villard est connu pour ses travaux sur la céramique et la peinture grecques. Sa thèse soutenue en 1960, La céramique grecque de Marseille (VIe – IVe siècle, essai d’histoire économique), est considérée comme un ouvrage de références par les historiens et archéologues de la colonisation grecque en Méditerranée.

## Publications
- 1956 : Les Vases grecs
- 1964 : La Céramique archaïque, avec Georges Vallet
- 1966 : Le Temple du IVe siècle, avec Georges Vallet
- 1968 : Grèce archaïque : 620-480 av. J.-C, Gallimard (rééd. 1984, 2008), avec Roland Martin et Jean Charbonneaux
- 1969 : Grèce classique : 480-330 av. J.-C., Gallimard (rééd. 1984, 2008), avec Roland Martin et Jean Charbonneaux
- 1970 : Grèce hellénistique : 330-50 av. J.-C, Gallimard (rééd. 1987), avec Roland Martin et Jean Charbonneaux
- 1983 : Guide des fouilles, avec Georges Vallet